# Arianna Fontana
Arianna Fontana (Sondrio, Italija, 14. travnja 1990.) talijanska je brza klizačica na kratkim stazama te višestruka osvajačica olimpijskih medalja.
Fontana je kao članica talijanske štafete na Olimpijadi u Torinu osvojila broncu u utrci na 3.000 metara. Nakon toga je uslijedio uspjeh u Vancouveru 2010. kada je postala olimpijska doprvakinja na 500 metara. Na Olimpijskim igrama 2014. u Sočiju je osvojila brončanu medalju u utrci na 1.500 metara i štafeti te srebro na 500 metara.
Do toliko željenog olimpijskog zlata, Arianna je stigla na Olimpijadi u Pyeongchangu gdje je nakon prethodne bronce i srebra stigla do zlata u utrci na 500 metara. Tom uspjehu je prethodila diskvalifikacija domaće favoritkinje Choi Min-jeong zbog ometanja suparnice u samoj završnici utrke. Naime, po završetku utrke uslijedila je dugotrajna rasprava sudaca koja je rezultirala diskvalifikacijom Korejke.
Na istim igrama, talijanska predstavnica uspjela je osvojiti i broncu u utrci na tisuću metara. U njoj su domaće dvije klizačice Shim Suk-hee i Choi Min-jeong pale u zadnjem krugu s time da je Shim diskvalificirana zbog ometanja. Također, Arianna je sudjelovala i u štafetnoj utrci gdje su Talijanke bile srebrne.
Također, zanimljivo je spomenuti da je Fontana na istim igrama dobila čast nošenja talijanske zastave prilikom svečane ceremonije otvaranja igara.

## Olimpijske igre

### OI 2006. Torino
| Torino 2006. Finale - 3000 m štafeta | Torino 2006. Finale - 3000 m štafeta                                           | Torino 2006. Finale - 3000 m štafeta |
| RANG                                 | Natjecatelj                                                                    | Vrijeme                              |
| ------------------------------------ | ------------------------------------------------------------------------------ | ------------------------------------ |
|                                      | Byun Chun-Sa Choi Eun-Kyung Jeon Da-Hye Jin Sun-Yu Kang Yun-Mi                 | 4:17.040                             |
|                                      | Alanna Kraus Anouk Leblanc-Boucher Amanda Overland Kalyna Roberge Tania Vicent | 4:17.336                             |
|                                      | Arianna Fontana Marta Capurso Katia Zini Mara Zini                             | 6:47.990                             |

### OI 2010. Vancouver
| Vancouver 2010. Finale - 500 m | Vancouver 2010. Finale - 500 m | Vancouver 2010. Finale - 500 m |
| RANG                           | Natjecatelj                    | Vrijeme                        |
| ------------------------------ | ------------------------------ | ------------------------------ |
|                                | Wang Meng                      | 43.048                         |
|                                | Marianne St-Gelais             | 43.707                         |
|                                | Arianna Fontana                | 43.804                         |

### OI 2014. Soči
| Soči 2014. Finale - 1500 m | Soči 2014. Finale - 1500 m | Soči 2014. Finale - 1500 m |
| RANG                       | Natjecatelj                | Vrijeme                    |
| -------------------------- | -------------------------- | -------------------------- |
|                            | Zhou Yang                  | 2:19.140                   |
|                            | Shim Suk-Hee               | 2:19.239                   |
|                            | Arianna Fontana            | 2:19.416                   |

| Soči 2014. Finale - 500 m | Soči 2014. Finale - 500 m | Soči 2014. Finale - 500 m |
| RANG                      | Natjecatelj               | Vrijeme                   |
| ------------------------- | ------------------------- | ------------------------- |
|                           | Li Jianrou                | 45.263                    |
|                           | Arianna Fontana           | 51.250                    |
|                           | Park Seung-Hi             | 54.207                    |

| Soči 2014. Finale - 3000 m štafeta | Soči 2014. Finale - 3000 m štafeta                                 | Soči 2014. Finale - 3000 m štafeta |
| RANG                               | Natjecatelj                                                        | Vrijeme                            |
| ---------------------------------- | ------------------------------------------------------------------ | ---------------------------------- |
|                                    | Shim Suk-hee Park Seung-hi Cho Ha-ri Kim A-lang Kong Sang-jeong    | 4:09.498                           |
|                                    | Marie-Ève Drolet Jessica Hewitt Valérie Maltais Marianne St-Gelais | 4:10.641                           |
|                                    | Arianna Fontana Lucia Peretti Martina Valcepina Elena Viviani      | 4:14.014                           |

### OI 2018. Pyeongchang
| Pyeongchang 2018. Finale - 500 m | Pyeongchang 2018. Finale - 500 m | Pyeongchang 2018. Finale - 500 m |
| RANG                             | Natjecatelj                      | Vrijeme                          |
| -------------------------------- | -------------------------------- | -------------------------------- |
|                                  | Arianna Fontana                  | 42.569                           |
|                                  | Yara van Kerkhof                 | 43.256                           |
|                                  | Kim Boutin                       | 43.881                           |

| Pyeongchang 2018. Finale - 1000 m | Pyeongchang 2018. Finale - 1000 m | Pyeongchang 2018. Finale - 1000 m |
| RANG                              | Natjecatelj                       | Vrijeme                           |
| --------------------------------- | --------------------------------- | --------------------------------- |
|                                   | Suzanne Schulting                 | 1:29.778                          |
|                                   | Kim Boutin                        | 1:29.956                          |
|                                   | Arianna Fontana                   | 1:30.656                          |

| Pyeongchang 2018. Finale - 3000 m štafeta | Pyeongchang 2018. Finale - 3000 m štafeta                           | Pyeongchang 2018. Finale - 3000 m štafeta |
| RANG                                      | Natjecatelj                                                         | Vrijeme                                   |
| ----------------------------------------- | ------------------------------------------------------------------- | ----------------------------------------- |
|                                           | Shim Suk-hee Choi Min-jeong Kim Ye-jin Kim A-lang                   | 4:07.361                                  |
|                                           | Arianna Fontana Lucia Peretti Cecilia Maffei Martina Valcepina      | 4:15.901                                  |
|                                           | Suzanne Schulting Yara van Kerkhof Lara van Ruijven Jorien ter Mors | 4:03.471                                  |